# 織田信古
織田 信古（おだ のぶもと）は、江戸時代後期の大名。丹波国柏原藩の第6代藩主。通称は義之助、豊次郎、織部。官位は従五位下・近江守。高長系織田家9代。

## 生涯
寛政6年（1794年）7月、柏原藩世嗣だった織田信応の長男として江戸にて誕生した。初名は長祥。
信応は3代藩主・信旧の3男で、分家から養子入りした4代藩主・信憑の養嗣子だった。そのため、信古は柏原藩織田家の正統な後継者の立場にあった。信応の死去に伴って信守の嫡子になったが、信守は実子である長男信貞を後継者にするため、信古の退隠を画策する。いわゆる「秘命騒動」である。しかし、一部の家臣の強い反発により、信守は信古を婿養子とし、後継者として認める。
文政9年（1826年）9月1日、第11代将軍・徳川家斉に御目見する。文政12年（1829年）11月16日、信守の隠居により家督を相続する。同年12月16日、従五位下・近江守に叙任する。
天保9年（1838年）1月、信守の側室保野の下女しまが老中・脇坂安董に、信守と保野が柏原に幽閉されようとしていると直訴に及んだ。いわゆる「保野騒動」である。柏原で隠居していた信守は、江戸に移って暮らそうとした。これに対し、重臣は藩の支出増加を心配し、保野を江戸から呼び寄せることで思いとどまらせようとした。保野の下女しまはこれを誤解したのである。天保10年（1839年）8月16日、幕府はそうした事実はないとしながらも、騒動を起こしたことを理由に藩主信古に逼塞、先代藩主信守に遠慮を命じるなど、関係者を処罰している。天保11年（1840年）1月17日、幕府は浅草新寺町の江戸上屋敷を収公し、新たに三田小山の旧間部邸を与える。
天保13年（1842年）3月9日に隠居し、養子・信貞に家督を譲る。弘化4年（1847年）6月10日、江戸において死去、享年54。広徳寺に葬られた。

## 系譜
- 父：織田信応
- 母：不詳
- 養父：織田信守
- 正室：安子 - 織田信守の長女
- 生母不明の子女
  - 長女：良性院 - 鶴姫、織田信貞の養女、織田信敬正室
- 養子
  - 男子：織田信貞 - 織田信守の長男